# Orthodes majuscula
Orthodes majuscula là một loài bướm đêm trong họ Noctuidae.